# Gabriel Cruz Santana
Gabriel Cruz Santana (Minas de Río Tinto, 5 de enero de 1964) es un político español miembro del PSOE de Huelva, alcalde de este municipio entre 2015 y 2023. Actualmente, es diputado en el Congreso de los Diputados por el PSOE. Su salario asciende a 91.261,66€.

## Biografía

### Formación académica y actividad profesional
Licenciado en Derecho por la Universidad de Sevilla (1988), y Diplomado en Derecho Comunitario por la Universidad de Huelva, ha ejercido de abogado durante catorce años ininterrumpidamente. 

### Carrera política
Afiliado al PSOE desde 1991. Ha estado al frente de varias delegaciones provinciales de la Junta de Andalucía en Huelva desde el año 2004. Concretamente: delegado de Justicia y Administraciones Públicas (2004-2006); delegado de Obras Públicas y Transporte (2006-2008); y delegado de Vivienda y Ordenación del Territorio (2008-2012). 
Lideró el grupo municipal socialista del Ayuntamiento de Huelva, como portavoz (2011-2015). Es secretario general de la Agrupación Municipal del PSOE de Huelva desde 2012, 

### Alcaldía de Huelva
En las elecciones municipales celebradas el 24 de mayo de 2015 en Huelva, venció el PSOE consiguiendo once concejales, seguido por el PP con ocho, Ciudadanos e Izquierda Unida con tres cada uno, y finalmente, Mesa de la Ría y Participa Huelva, con uno cada uno, completando así los veintisiete escaños del Ayuntamiento de Huelva. Con su victoria, el PSOE puso fin a veinte años de gobierno popular en el consistorio onubense, presidido por Pedro Rodríguez.
Tras ganar las elecciones, Gabriel Cruz tomó posesión de la alcaldía onubense el 13 de junio de 2015. Revalidó la alcaldía con mayoría absoluta el 27 de mayo de 2019.

#### Medidas equipo de Gobierno
Una de las primeras medidas que Cruz hizo tras su llegada a la alcaldía fue la de instalar una red Wi-Fi y unificar y bajar el límite de decibelios de la música en las Fiestas Colombinas de Huelva, ya que esta feria está ubicada en un lugar con poca cobertura y el ruido de la música en anteriores años provocaba daños psicológicos y trastornos de sueño a vecinos que vivían a escasos minutos del recinto ferial.
En su emotivo discurso de investidura hizo mención a Antonio Martín, un antiguo político muy importante de la localidad, ya fallecido. Y agradeció a su antecesor todo lo que había hecho por Huelva durante sus 20 años como alcalde. 
El equipo de gobierno saneó las cuentas públicas, mejorando la situación de endeudamiento que se encontró al llegar a la alcaldía. A finales de 2018 redujeron la deuda financiera en 70,7 millones de euros. Consiguieron un superávit de 5,3 millones de euros en la  liquidación presupuestaria del 2018 y un remanente de tesorería de 6,2 millones. Todo ello sin subir impuestos y aplicando medidas de eficiencia en los cobros con las que han logrado mejorar la recaudación un 3,4%.

#### Proyectos
La gestión de Cruz destaca por su entendimiento con las Administraciones, ha captado casi veintiún millones de euros de la Unión Europea y, no conforme, ha ido a Bruselas y a Estrasburgo para ver qué posibilidades se nos abren con el nuevo marco de financiación europea 2020-2027. 
Ha conseguido en colaboración con la Junta de Andalucía que empiecen las obras del centro de salud de Isla Chica, la rehabilitación del edificio de Hacienda, la aspiración de tener un Museo Arqueológico en el Banco de España, con Adif ha colaborado para la apertura de la nueva estación de trenes.
En el Puerto de Huelva se está llevando a cabo el acondicionamiento urbano de la Avenida Francisco Montenegro, importante paso en la transformación de la ciudad, que pretende conseguir un cambio físico y social, con grandes posibilidades de crecimiento, desarrollo y modernización.

## Polémicas
Su equipo de Gobierno tomó la polémica e impopular decisión de construir sobre el Cabezo de La Joya, un pequeño montículo que se halla en las cercanías del centro onubense, donde se encuentra uno de los hallazgos arqueológicos más importantes de la ciudad, una ciudad y una necrópolis Tartésica, las cuales todavía no han sido excavadas en su totalidad por los arqueólogos. Esta decisión ha sido rechazada por amplios sectores de la sociedad onubense, liderados por la asociación "Huelva te mira", que alegan que construir sobre la zona sería fatal para este hallazgo arqueológico y para la visión que se tiene del propio cabezo, ya que quedaría totalmente sepultado y los posibles restos ya no podrían excavarse. 

### Otros cargos
Cruz Santana es también vicesecretario general de la Ejecutiva Provincial del PSOE de Huelva (2017) y miembro del Comité Federal del mismo partido. Además de vicepresidente del Fondo Andaluz de Municipios para la Solidaridad Internacional (FAMSI), y desde 2015 forma parte de la Ejecutiva de la Federación Española de Municipios y Provincias (FEMP), asumiendo la portavocía de los alcaldes y concejales socialistas del país. Asimismo, es miembro de la Comisión Nacional de Administración Local y de la Red Mundial de Ciudades y Gobiernos Locales y Regionales.